# معتمدية المحمدية
معتمدية المحمدية إحدى معتمديات الجمهورية التونسية، تابعة لولاية بن عروس.

### مواضيع ذات علاقة
- ولاية بن عروس.

1. 1 2 3 4 5  "المناطق الترابية (العمادات) حسب الولايات والمعتمديات". اطلع عليه بتاريخ 2024-11-30.